# Gaetano Caporale

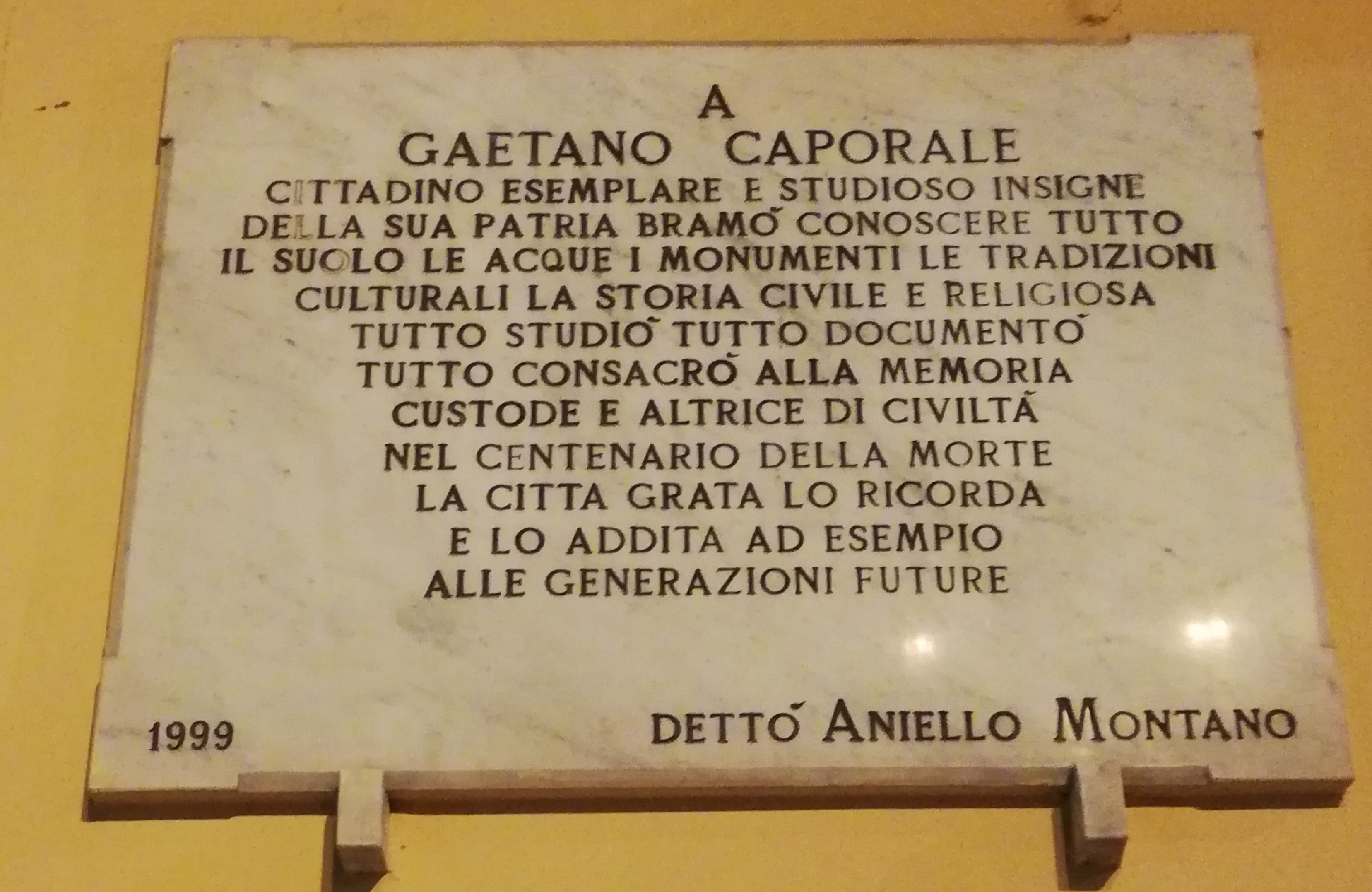
Epigrafe dedicata a Gaetano Caporale.

Gaetano Caporale (Acerra, 15 novembre 1815 – Acerra, 19 gennaio 1899) è stato uno storico italiano.

## Vita
Nacque ad Acerra nel 1815 da famiglia di modesta condizione sociale. 
Studiò nel seminario di Acerra, poi nel collegio dei Gesuiti di Napoli dove si diplomò. Ottenne in seguito la laurea in medicina e chirurgia. Fu tra i pionieri dello studio della statistica. 
Venne nominato professore di statistica nell'Istituto d'Incoraggiamento di Napoli. Fu membro della Commissione conservatrice dei monumenti ed oggetti di antichità e belle arti di Terra di Lavoro. 
Fu anche storico e archeologo. Fu membro di varie accademie italiane e straniere, nonché autore di numerose pubblicazioni. Morì ad Acerra nel 1899.

## Riconoscimenti
In occasione dei 100 anni dalla morte gli fu dedicata dall'amministrazione comunale di Acerra, una epigrafe nel luogo dove egli dimorò negli ultimi anni della sua vita.

## Pubblicazioni
- Notizie storiche della città di Acerra in Poliorama Pittoresco 1845;
- Pianta Topografica e Tavola Statistica della Diocesi di Acerra 1855;
- Dell'Aria dell'acqua e di alcuni monumenti Acerrani 1856;
- Rilievi e considerazioni sull'otricolo prostatico 1858;
- Gli acidi nucleici del fegato di ratto... 1859;
- Dell'agro Acerrano e della sua condizione sanitaria 1859;
- Su le restaurazioni alla Cappella della Natività nella chiesa dei PP. dell'Oratorio di Napoli 1859;
- Le Virtù e le lodi di Ferdinando II di Borbone Re delle due Sicilie 1859;
- Delle acque minerali campane alla Esposizione Italiana del 1861;
- I vantaggi della Statistica 1861;
- Risultamenti statistico clinici sulle nuove acque minerali di Suessula 1861;
- Programma di Statistica per un compiuto corso di insegnamento 1872;
- Della Statistica igienica della città di Napoli... 1872;
- Corso di Statistica per l'insegnamento universitario e tecnico... 1876;
- Saggio di Topografia statistica della città e Provincia di Napoli;
- Sull'insegnamento della Statistica nelle Università del regno... 1876;
- Sull'abbattimento della Torre medioevale della città di Nola... 1886;
- Statistica in Italia degli ultimi cinque anni 1876;
- Martirio e culto dei santi Conone e figlio, Protettori della città di Acerra 1885;
- Memorie storiche e diplomatiche della città di Acerra e dei Conti che la tennero in feudo... 1886;
- Ricerche archeologiche, topografiche, e biografiche sulla diocesi di Acerra... 1893;
- Piccolo contributo alla ricerca su la origine e storia di Pulcinella (manoscritto pubblicato postumo).